# Brendan Gleeson
Brendan Gleeson (Dublino, 29 marzo 1955) è un attore irlandese.
Noto caratterista cinematografico, ha interpretato spesso il ruolo del mentore o della figura burbera e autoritaria. È principalmente noto per il ruolo di Alastor "Malocchio" Moody nella saga cinematografica Harry Potter (2005-2010). È inoltre conosciuto per i suoi ruoli di supporto nelle pellicole Braveheart - Cuore impavido (1995), Michael Collins (1996), 28 giorni dopo (2002), Gangs of New York (2002), Ritorno a Cold Mountain (2003), Troy (2004) e Suffragette (2015). Ha anche ricoperto il ruolo da protagonista in The General (1998), In Bruges - La coscienza dell'assassino (2008) e Calvario (2014) e Gli spiriti dell'isola (2022).
Nel corso della sua carriera ha ricevuto una candidatura al Premio Oscar, cinque candidature ai Golden Globe, una ai Critics' Choice Awards e due al Premio Emmy aggiudicandosene uno. È il padre degli attori Domhnall e Brian Gleeson.

## Biografia
Brendan Gleeson nasce il 29 marzo 1955 a Dublino, da Pat e Frank Gleeson. Ha le sue prime esperienze recitative al liceo, dove è a capo del gruppo di teatro della scuola. Terminato il percorso scolastico, studia per diventare attore. Successivamente, rispolverata la passione giovanile per la letteratura, lavora per dieci anni come insegnante di lingua e letteratura inglese e irlandese al Catholic Belcamp College di Dublino (chiuso nel 2004). Contemporaneamente alla sua carriera didattica, lavora in produzioni teatrali e televisive locali. Nel 1989, all'età di trentaquattro anni, abbandona il suo lavoro di insegnante per dedicarsi esclusivamente alla sua carriera di attore.
In un'intervista del 2014 all'emittente National Public Radio, Gleeson ha raccontato di essere stato molestato da un membro dei Fratelli cristiani d'Irlanda durante l'infanzia: «mi ricordo di questo Fratello cristiano che una volta allungò la mano su di me. Non fu particolarmente traumatico e non durò molto, fu solo una di quelle situazioni in cui avviene qualcosa di bizzarro. Andavo alle elementari in quel periodo, ma, francamente, non ne fui affatto traumatizzato. Quel tizio lavorava anche alle medie, ed un paio di noi raccontarono storie simili. Pensavamo tutti che fosse un po' fuori. Tuttavia non pensai neanche per sogno di dirlo a qualcuno, nemmeno ai miei genitori, non l'avrebbero presa alla leggera e ne sarebbero stati furiosi. Non ho mai pensato di dirglielo».

## Carriera
Gleeson inizia a recitare con la compagnia teatrale di Dublino Passion Machine, apparendo in diversi spettacoli tra cui Wasters (1985), Brownbread (1987) e Home (1988). Per Passion Machine scrive anche The Birdtable (1987) e Breaking Up (1988), che dirige, e Babies and Bathwater (1994), in cui recita. Appare inoltre nella pièce di Patrick Süskind The Double Bass ed in quella di John B. Keane The Year of the Hiker.
All'età di trentaquattro anni, Gleeson comincia la sua carriera cinematografica, e un paio di anni dopo ottiene il suo primo ruolo da protagonista interpretando il rivoluzionario irlandese Michael Collins nel film per la televisione The Treaty, trasmesso nel 1991 su RTÉ One. Negli anni seguenti si fa conoscere interpretando ruoli secondari incisivi in film di produzione irlandese o britannica come Braveheart - Cuore impavido, I dilettanti, Michael Collins, in cui stavolta interpreta un aiutante del Collins di Liam Neeson, e The Butcher Boy. Nel 1998 ottiene un più ampio riconoscimento e il plauso della critica grazie alla sua interpretazione del gangster irlandese Martin Cahill nel film The General di John Boorman. L'anno seguente è un sadico sceriffo del Maine nell'horror Lake Placid, il suo primo ruolo con un accento straniero, mentre nel 2000 interpreta un antagonista in Mission: Impossible 2.

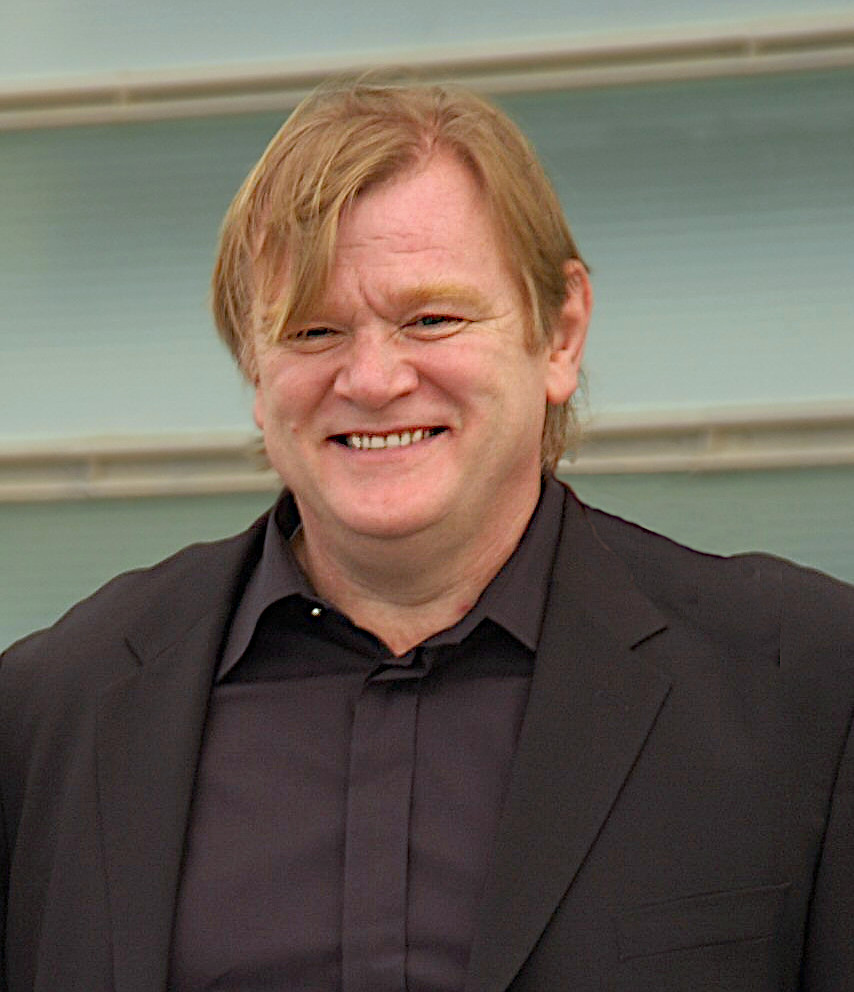
Brendan Gleeson nel 2006

Negli anni seguenti consolida la sua fama da attore caratterista recitando in produzione internazionali di spicco come il film di fantascienza di Steven Spielberg A.I. - Intelligenza artificiale, i drammi storici Gangs of New York di Martin Scorsese, in cui interpreta una sorta di mentore per il personaggio di Leonardo DiCaprio, e Ritorno a Cold Mountain, il film di zombie 28 giorni dopo, l'epico Troy nel ruolo dell'Acheo Menelao e l'horror The Village di M. Night Shyamalan. Nel maggio del 2004, Gleeson entra a far parte del cast del quarto film della saga cinematografica di Harry Potter, Harry Potter e il calice di fuoco, nel ruolo del professore di Hogwarts Alastor "Malocchio" Moody. L'attore ha accettato la parte principalmente per via dei figli, grandi fan della saga letteraria. Nel 2005 Gleeson appare anche come antagonista del colossal storico Le crociate - Kingdom of Heaven di Ridley Scott e come protagonista del cortometraggio di Martin McDonagh Six Shooter, vincitore di un Oscar.
Nel 2008 l'attore riprende il ruolo di Moody in Harry Potter e l'Ordine della Fenice e torna a collaborare con McDonagh nella commedia nera In Bruges - La coscienza dell'assassino, in cui interpreta il mentore dell'assassino interpretato da Colin Farrell: la sua interpretazione gli fa ottenere diversi riconoscimenti, tra cui la sua prima nomination ai Golden Globe e ai BAFTA, ottenendo anche il plauso della critica, tra cui spicca Roger Ebert. L'anno seguente, Gleeson interpreta il primo ministro inglese Winston Churchill nel film per la televisione della HBO Into the Storm - La guerra di Churchill, lodato per la sua accuratezza storica. La sua interpretazione gli vale un Emmy e una candidatura ai Golden Globe come miglior attore in una mini-serie o film per la televisione. Lo stesso anno, Gleeson doppia il film d'animazione irlandese The Secret of Kells.
Negli anni seguenti, interpreta altri ruoli da caratterista in Perrier's Bounty e Green Zone, mentre ricopre per un'ultima volta il ruolo di Malocchio Moody in Harry Potter e i Doni della Morte - Parte 1. Nel 2011 viene diretto dal fratello di Martin, John Michael McDonagh, in un'altra commedia nera, Un poliziotto da happy hour, in cui Gleeson interpreta un poliziotto irlandese dai metodi poco ortodossi, affiancato da un agente dell'FBI interpretato da Don Cheadle. Per la sua interpretazione Gleeson riceve una terza candidatura ai Golden Globe, nella categoria miglior attore in un film commedia o musicale. Nei due anni seguenti appare anche in Albert Nobbs, The Raven, Safe House - Nessuno è al sicuro e La regola del silenzio - The Company You Keep. Nel 2014 il remake del francese La grande seduzione in cui recita al fianco di Taylor Kitsch viene stroncato dalla critica, ma l'interpretazione di Gleeson viene comunque apprezzata, mentre appare nel ruolo di un generale che ostacola Tom Cruise nel fantascientifico Edge of Tomorrow - Senza domani, ed è anche la voce di uno dei personaggi di La canzone del mare.
Lo stesso anno torna a collaborare con John Michael McDonagh in Calvario, interpretando James Lavelle, un prete irlandese invecchiato e pieno di dubbi che viene minacciato da un uomo, abusato in gioventù da un altro prete. Sia la performance di Gleeson, definita da alcuni la migliore della sua carriera, che il film vengono acclamati dalla critica. Dopo una serie di ruoli secondari in Suffragette, Heart of the Sea - Le origini di Moby Dick e Lettere da Berlino, tutti accolti abbastanza tiepidamente dalla critica, Gleeson torna protagonista, a fianco di Michael Fassbender in Codice criminale (2016). Lo stesso anno interpreta nuovamente il padre del personaggio di Fassbender nel blockbuster Assassin's Creed, stroncato dalla critica. Dal 2017, è protagonista della serie televisiva Mr. Mercedes, tratta dai romanzi di Stephen King. Dopo aver interpretato un cuoco burbero in Paddington 2 ed essere apparso in un episodio del western La ballata di Buster Scruggs dei fratelli Coen, nel 2018 Gleeson recita coi figli Domhnall e Brian nel cortometraggio Psychic, in cui fa anche il suo debutto alla regia per la sceneggiatura di suo figlio Rory.
Nel 2022 per la sua interpretazione ne Gli spiriti dell'isola ottiene una candidatura al National Board of Review, nonché ai Golden Globe, ai Critics' Choice Awards, ai BAFTA e agli Oscar come miglior attore non protagonista.

## Vita privata
È sposato dal 1982 con Mary Weldon, da cui ha avuto quattro figli tra cui gli attori Domhnall e Brian, Fergus e lo scrittore Rory. Gleeson parla fluentemente la lingua irlandese ed è promotore della conservazione e diffusione della cultura e del folclore irlandese. Tifoso dell'Aston Villa, suona il violino ed il mandolino, e ha dato prova di tale abilità in vari film in cui ha recitato, come Ritorno a Cold Mountain, Michael Collins, The Grand Seduction e Gli spiriti dell'isola.

## Filmografia

### Attore

#### Cinema
- Il campo (The Field), regia di Jim Sheridan (1990)
- Cuori ribelli (Far and Away), regia di Ron Howard (1992)
- Tir-na-nog (È vietato portare cavalli in città) (Into the West), regia di Mike Newell (1992)
- M.A.N.: Matrix Adjusted Normal, regia di Conor O'Mahoney – cortometraggio (1992)
- Braveheart - Cuore impavido (Braveheart), regia di Mel Gibson (1995)
- The Life of Reilly, regia di Alan Archbold – cortometraggio (1995)
- Michael Collins, regia di Neil Jordan (1996)
- Trojan Eddie, regia di Gilles MacKinnon (1996)
- Messaggi quasi segreti, regia di Valerio Jalongo (1996)
- Angela Mooney, regia di Tommy McArdle (1996)
- Turbulence - La paura è nell'aria (Turbulence), regia di Robert Butler (1997)
- Il garzone del macellaio (The Butcher's Boy), regia di Neil Jordan (1997)
- I.R.A. - Un gesto estremo (A Further Gesture), regia di Robert Dornhelm (1997)
- I dilettanti (I Went Down), regia di Paddy Breathnach (1997)
- Before I Sleep, regia di Paul Mercier – cortometraggio (1997)
- The General, regia di John Boorman (1998)
- This Is My Father, regia di Paul Quinn (1998)
- The Tale of Sweety Barrett, regia di Stephen Bradley (1998)
- Lake Placid, regia di Steve Miner (1999)
- La mia vita fino ad oggi (My Life So Far), regia di Hugh Hudson (1999)
- Mission: Impossible 2, regia di John Woo (2000)
- Harrison's Flowers, regia di Élie Chouraqui (2000)
- Saltwater, regia di Conor McPherson (2000)
- Wild About Henry, regia di Declan Lowney (2000)
- Il sarto di Panama (The Tailor of Panama), regia di John Boorman (2001)
- A.I. - Intelligenza artificiale (Artificial Intelligence: AI), regia di Steven Spielberg (2001)
- Cáca Milis, regia di Jennifer Keegan – cortometraggio (2001)
- 28 giorni dopo (28 Days Later...), regia di Danny Boyle (2002)
- Gangs of New York, regia di Martin Scorsese (2002)
- Indagini sporche (Dark Blue), regia di Ron Shelton (2002)
- Ritorno a Cold Mountain (Cold Mountain), regia di Anthony Minghella (2003)
- In My Country (Country of my Skull), regia di John Boorman (2004)
- Troy, regia di Wolfgang Petersen (2004)
- The Village, regia di M. Night Shyamalan (2004)
- Six Shooter, regia di Martin McDonagh – cortometraggio (2004)
- Le crociate - Kingdom of Heaven (Kingdom of Heaven), regia di Ridley Scott (2005)
- Breakfast on Pluto, regia di Neil Jordan (2005)
- Harry Potter e il calice di fuoco (Harry Potter and the Goblet of Fire), regia di Mike Newell (2005)
- Studs, regia di Paul Mercier (2006)
- The Tiger's Tail, regia di John Boorman (2006)
- Black Irish, regia di Brad Gann (2007)
- Harry Potter e l'Ordine della Fenice (Harry Potter and the Order of the Phoenix), regia di David Yates (2007)
- La leggenda di Beowulf (Beowulf), regia di Robert Zemeckis (2007)
- In Bruges - La coscienza dell'assassino (In Bruges), regia di Martin McDonagh (2008)
- Perrier's Bounty, regia di Ian Fitzgibbon (2009)
- Green Zone, regia di Paul Greengrass (2010)
- Noreen, regia di Domnhall Gleeson – cortometraggio (2010)
- Harry Potter e i Doni della Morte - Parte 1 (Harry Potter and the Deathly Hallows: Part I), regia di David Yates (2010)
- Un poliziotto da happy hour (The Guard), regia di John Michael McDonagh (2011)
- Albert Nobbs, regia di Rodrigo García (2011)
- The Raven, regia di James McTeigue (2012)
- Safe House - Nessuno è al sicuro (Safe House), regia di Daniel Espinosa (2012)
- La regola del silenzio - The Company You Keep (The Company You Keep), regia di Robert Redford (2012)
- I Puffi 2 (The Smurfs 2), regia di Raja Gosnell (2013)
- The Grand Seduction, regia di Don McKellar (2013)
- Edge of Tomorrow - Senza domani (Edge of Tomorrow), regia di Doug Liman (2014)
- Calvario (Calvary), regia di John Michael McDonagh (2014)
- Stonehearst Asylum, regia di Brad Anderson (2014)
- Pursuit, regia di Paul Mercier (2014)
- Suffragette, regia di Sarah Gavron (2015)
- Heart of the Sea - Le origini di Moby Dick (In the Heart of the Sea), regia di Ron Howard (2015)
- Lettere da Berlino (Alone in Berlin), regia di Vincent Pérez (2016)
- Codice criminale (Trespass Against Us), regia di Adam Smith (2016)
- Assassin's Creed, regia di Justin Kurzel (2016)
- La legge della notte (Live by Night), regia di Ben Affleck (2016)
- Paddington 2, regia di Paul King (2017)
- Appuntamento al parco (Hampstead), regia di Joel Hopkins (2017)
- Psychic, regia di Brendan Gleeson – cortometraggio (2018)
- La ballata di Buster Scruggs (The Ballad of Buster Scruggs), regia di Joel ed Ethan Coen (2018)
- Frankie, regia di Ira Sachs (2019)
- Macbeth (The Tragedy of Macbeth), regia di Joel Coen (2021)
- Gli spiriti dell'isola (The Banshees of Inisherin), regia di Martin McDonagh (2022)
- Joker: Folie à Deux, regia di Todd Phillips (2024)

#### Televisione
- Dear Sarah, regia di Frank Cvitanovich – film TV (1989)
- Hard Shoulder, regia di Mark Kilroy – film TV (1990)
- Saint Oscar, regia di Guy Slater – film TV (1991)
- 4 Play – serie TV, 1 episodio (1991)
- The Treaty, regia di Jonathan Lewis – film TV (1991)
- The Snapper, regia di Stephen Frears – film TV (1993)
- Screenplay – serie TV, 1 episodio (1993)
- The Lifeboat – serie TV, 9 episodi (1994)
- Avventure nei mari del nord (Kidnapped), regia di Ivan Passer – film TV (1995)
- Making the Cut, regia di Martyn Friend – film TV (1998)
- Into the Storm - La guerra di Churchill (Into the Storm), regia di Thaddeus O'Sullivan – film TV (2009)
- 1916 Seachtar Dearmadta – serie TV, 7 episodi (2013)
- Mr. Mercedes – serie TV, 30 episodi (2017-2019)
- Sfida al presidente - The Comey Rule (The Comey Rule) – miniserie TV, 2 puntate (2020)
- Lo stato dell'unione - Scene da un matrimonio (State of the Union) – serie TV, 10 episodi (2022)

### Doppiatore
- Wilde Stories – serie TV, episodio 1x03 (2003)
- The Secret of Kells, regia di Tomm Moore e Nora Twomey (2009)
- 1916 Seachtar na Cásca – serie TV, 5 episodi (2010)
- Pirati! Briganti da strapazzo (The Pirates! Band of Misfits), regia di Peter Lord e Jeff Newitt (2012)
- La canzone del mare (Song of the Sea), regia di Tomm Moore (2014)
- Captain Morten and the Spider Queen, regia di Kaspar Jancis, Henry Nicholson e Riho Unt (2018)
- Mary e lo spirito di mezzanotte (A Grayhound of a Girl), regia di Enzo D'Alò (2023)

## Teatro

### Attore
- Drowning, di e regia di Paul Mercer. Passion Machine, SFX City Theatre di Dublino (1984)
- Wasters, di e regia di Paul Mercer. Passion Machine, SFX City Theatre di Dublino (1985)
- Spacers, di e regia di Paul Mercer. Passion Machine, SFX City Theatre di Dublino (1987)
- Home, di e regia di Paul Mercer. Passion Machine, SFX City Theatre di Dublino (1988)
- Brownbread, di Roddy Doyle, regia di Paul Mercier. Passion Machine, SFX City Theatre di Dublino (1987)
- War, di Roddy Doyle, regia di Paul Mercier. Passion Machine, SFX City Theatre di Dublino (1989)
- Prayers of Sherkin, di Sebastian Barry, regia di Caroline Fitzgerald. Amharclann na Mainistreach, Abbey Theatre di Dublino (1990)
- Pilgrims, di e regia di Paul Mercer. Passion Machine, Project Arts Centre di Dublino (1993)
- Babies and Bathwater, di Brendan Gleeson regia di Ruth McCabe. Passion Machine, Project Arts Centre di Dublino (1994)
- On Such as We, di Billy Roche, regia di Wilson Milam. Amharclann na Mainistreach, Abbey Theatre di Dublino (2001)
- The Walworth Farce, di Enda Walsh, regia di Sean Foley, con Brendan Gleeson (Dinny), Domhnall Gleeson (Blake), Brian Gleeson (Sean) e Leona Allen (Hayley). Olympia Theatre di Dublino (2015)

### Drammaturgo
- The Birdtables, regia di Brendan Gleeson. Passion Machine, SFX City Theatre di Dublino (1987)
- Breaking Up, regia di Brendan Gleeson. Passion Machine, SFX City Theatre di Dublino (1988)
- Babies and Bathwater, regia di Ruth McCabe. Passion Machine, Project Arts Centre di Dublino (1994)

### Regista
- The Birdtables, di Brendan Gleeson. SFX City Theatre di Dublino (1987)
- Breaking Up, di Brendan Gleeson. Passion Machine, SFX City Theatre di Dublino (1988)

## Riconoscimenti
- Premio Oscar
  - 2023 - Candidatura al miglior attore non protagonista per Gli spiriti dell'isola
- Golden Globe[25]
  - 2009 - Candidatura al miglior attore in un film commedia o musicale per In Bruges - La coscienza dell'assassino
  - 2010 - Candidatura al miglior attore in una mini-serie o film per la televisione per Into the Storm - La guerra di Churchill
  - 2012 - Candidatura al miglior attore in un film commedia o musicale per Un poliziotto da happy hour
  - 2021 - Candidatura al migliore attore non protagonista in una serie, miniserie o film televisivo per Sfida al presidente - The Comey Rule
  - 2023 - Candidatura al miglior attore non protagonista per Gli spiriti dell'isola
- British Academy Film Awards
  - 2009 - Candidato al miglior attore non protagonista per In Bruges - La coscienza dell'assassino
  - 2023 - Candidato al miglior attore non protagonista per Gli spiriti dell'isola
- British Independent Film Awards
  - 2008 - Candidato al miglior attore per In Bruges - La coscienza dell'assassino
  - 2011 - Candidato al miglior attore per Un poliziotto da happy hour
  - 2014 - Miglior attore per Calvario
  - 2015 - Miglior attore non protagonista per Suffragette
- Critics' Choice Awards
  - 2023 - Candidato al miglior attore non protagonista per Gli spiriti dell'isola[26]
- Irish Film and Television Award
  - 2006 - Candidato al miglior attore per Studs
  - 2008 - Candidato al miglior attore per In Bruges - La coscienza dell'assassino
  - 2009 - Candidato al miglior attore televisivo per Into the Storm - La guerra di Churchill
  - 2011 - Candidato al miglior attore per Un poliziotto da happy hour e Albert Nobbs
  - 2014 - Miglior attore per Calvario
  - 2017 - Candidato al miglior attore non protagonista per Codice criminale
  - 2018 - Candidato al miglior attore televisivo drammatico per Mr. Mercedes
- National Board of Review[27]
  - 2022 - Miglior attore non protagonista per Gli spiriti dell'isola
- National Society of Film Critics Award
  - Candidato al miglior attore per I dilettanti
  - Candidato al miglior attore per The General
- Premio Emmy[28]
  - 2009 - Miglior attore protagonista in una miniserie o un film TV per Into the Storm - La guerra di Churchill
  - 2022 - Candidato al miglior attore in una serie commedia o drammatica dalla corta durata per State of the Union
- Satellite Award
  - 1999 - Candidato al miglior attore in un film drammatico per The General
  - 2008 - Candidato al miglior attore in un film commedia o musicale per In Bruges - La coscienza dell'assassino
  - 2009 - Miglior attore in una miniserie o film TV per Into the Storm - La guerra di Churchill
  - 2011 - Candidato al miglior attore per Un poliziotto da happy hour
  - 2017 - Candidato al miglior attore in una serie TV drammatica o di genere per Mr. Mercedes
  - 2019 - Miglior attore in una serie TV drammatica o di genere per Mr. Mercedes
  - 2023 - Candidatura al miglior attore non protagonista per Gli spiriti dell'isola
- Screen Actors Guild Award
  - 2023 - Candidatura al miglior attore non protagonista per Gli spiriti dell'isola
  - 2023 - Candidatura al miglior cast cinematografico per Gli spiriti dell'isola

## Doppiatori italiani
Nelle versioni in italiano delle opere in cui ha recitato, Brendan Gleeson è stato doppiato da:
- Rodolfo Bianchi in In Bruges - La coscienza dell'assassino, Green Zone, Albert Nobbs, The Raven, The Grand Seduction, Suffragette, Lettere da Berlino, Codice criminale, Appuntamento al parco, Mr. Mercedes, Macbeth, Gli spiriti dell'isola
- Paolo Buglioni in The General, Harry Potter e il calice di fuoco, Harry Potter e l'Ordine della Fenice, Harry Potter e i Doni della Morte - Parte 1, Un poliziotto da happy hour, Assassin's Creed
- Angelo Nicotra in Turbulence - La paura è nell'aria, Lake Placid, Gangs of New York, Safe House - Nessuno è al sicuro, I Puffi 2
- Francesco Pannofino in Screenplay, Harrison's Flowers, Il sarto di Panama, Le crociate - Kingdom of Heaven
- Luciano De Ambrosis in Mission: Impossible 2, Breakfast on Pluto, La ballata di Buster Scruggs
- Ugo Maria Morosi in A.I. - Intelligenza Artificiale, Ritorno a Cold Mountain  (entrambi i doppiaggi), Heart of the Sea - Le origini di Moby Dick
- Edoardo Siravo ne La legge della notte, Paddington 2, Sfida al presidente - The Comey Rule
- Stefano De Sando in Troy, La regola del silenzio - The Company You Keep
- Bruno Alessandro in Into the Storm - La guerra di Churchill, Stonehearst Asylum
- Michele Gammino in Messaggi quasi segreti, Edge of Tomorrow - Senza domani
- Roberto Pedicini in Braveheart - Cuore impavido
- Enrico Maggi in The Butcher Boy
- Massimo Lodolo ne I dilettanti
- Mario Bombardieri in La mia vita fino ad oggi
- Massimo Corvo in 28 giorni dopo
- Giorgio Lopez in Indagini sporche
- Ennio Coltorti in In My Country
- Dario Penne in The Village
- Roberto Draghetti ne La leggenda di Beowulf
- Paolo Marchese in Calvario
- Massimo Lopez in Joker: Folie à Deux
- Simone Mori in Lake Placid (ridoppiaggio)

Da doppiatore è sostituito da:
- Bruno Alessandro in Pirati! Briganti da strapazzo
- Alessio Cigliano ne La canzone del mare